# Чирский (погост)
Чирский (Чирской) — упразднённый населённый пункт (тип: погост) в Палкинском районе Псковской области России.

## Название
Имеет два варианта написания ойконима: Чирский и Чирской.
На довоенной карте РККА упоминается как Погост Чирский.
В 1863 году в честь погоста близлежащая станция железной дороги была переименована из Орлы в Черская.

## География
Расположен на окраине деревни Ерёмино. В дореволюционных справочниках приводится географическое положение примерно в 25 верстах к югу от города Псков и 4 верстах от деревни и станции Черская.

## История
Упоминается в 1420 году. В конце XIX — начале XX века погост в Псковском уезде Псковской губернии.
На послевоенных картах не отмечена.